# Schillersattel
Der Schillersattel ist ein Bergsattel im österreichischen Bundesland Vorarlberg.

## Lage

### Gebirge
Der Schillersattel liegt in der Fundelkopf-Gruppe des Rätikons, zwischen Schillerkopf und Mondspitze. Geologisch gehört der Rätikon zu den Nördliche Kalkalpen (Penninikum).

### Regionen, Täler, Gewässer
Der Sattel liegt in der Region Walgau, zwischen Gamperdonatal im Westen und Brandnertal im Osten. Westlich wird der Sattel über Sägebach, Meng und Ill entwässert, östlich über Plattabach, Schesa und Ill.

### Politische Lage
Politisch liegt der Sattel in der Marktgemeinde Nenzing im Bezirk Bludenz. Der nächstgelegene Ort ist Bürserberg im Osten, Luftlinie fast fünf Kilometer entfernt.

## Beschreibung
Nach Osten fällt das Gelände steil ab über Felsen und Hangschutt. Der Aufstieg von Westen dauert ab der Tschengla etwa zwei Stunden. Nach Norden kommt man in einer halben Stunde über einen Grat auf die Mondspitze. Nach Süden gelangt man über einen alpinen Pfad auf den Schillerkopf.